# کاهابا هایتس

محل آلاباما در آمریکا

محل شهر در آلاباما.

کاهابا هایتس شهری است در ایالت آلاباما در کشور آمریکا.

## مکان
کاهابا هایتس در موقعیت ‎ ۳۳°۲۷’ ۳۳’’ N ۸۶°۴۳’ ۵۶’’ V (‏۳۳،۴۵۹۲۵۶; ‑۸۶،۷۳۲۰۸۶‏)‎ قرار دارد.با توجه به اطلاعات ادازه آمار آمریکا مساحت آن در حدود ۵،۳km² است.

## مردم‌شناسی
با توجه به آمار سال ۲۰۰۰ جمعیت آن ۵۲۰۳ نفر، ۲۶۰۳ خانواده در آن ساکن هستند.تعداد ۲۷۳۰ واحد خانه در هر مساحت تقریبی (۵۱۹،۲akm²) قرار دارد.۱۷،۴% درصد از خانواده‌های فرزند زیر ۱۸ سال داشتند که از این تعداد ۳۸،۱% درصد زوج بوده و ۸،۶% درصد زنان بدون شوهر و ۵۱،۱% درصد نیز غیر خانواده بودند.متوسط درآمد یک خانواده در حدود US$۶۱۷۵۹ است و زنان درآمد متوسط US$۴۱۵۶۹ و مردان درآمد متوسط US$۳۲۶۷۴ بدست می‌آورند.